# Croton wallichii
Croton wallichii är en törelväxtart som beskrevs av Johannes Müller Argoviensis. Croton wallichii ingår i släktet Croton och familjen törelväxter. Inga underarter finns listade i Catalogue of Life.